# Hellebardia
Hellebardia is een geslacht van uitgestorven kreeftachtigen uit de klasse van de Ostracoda (mosselkreeftjes).

## Soorten
- Hellebardia cevena Schallreuter, 1991 †
- Hellebardia trispinosa Jordan, 1964 †